# Notorieta
Notorieta (z lat. notorius, známý) je v právu skutečnost, kterou není třeba před soudem nebo správním úřadem dokazovat, neboť se pokládá za všeobecně (nebo minimálně v místě řízení) známou.
Typickou notorietou je například řazení dnů v kalendáři, nebo způsob počítání (není třeba dokazovat, že 1 + 1 = 2).